# Burgundischer Erbfolgekrieg (1477–1493)

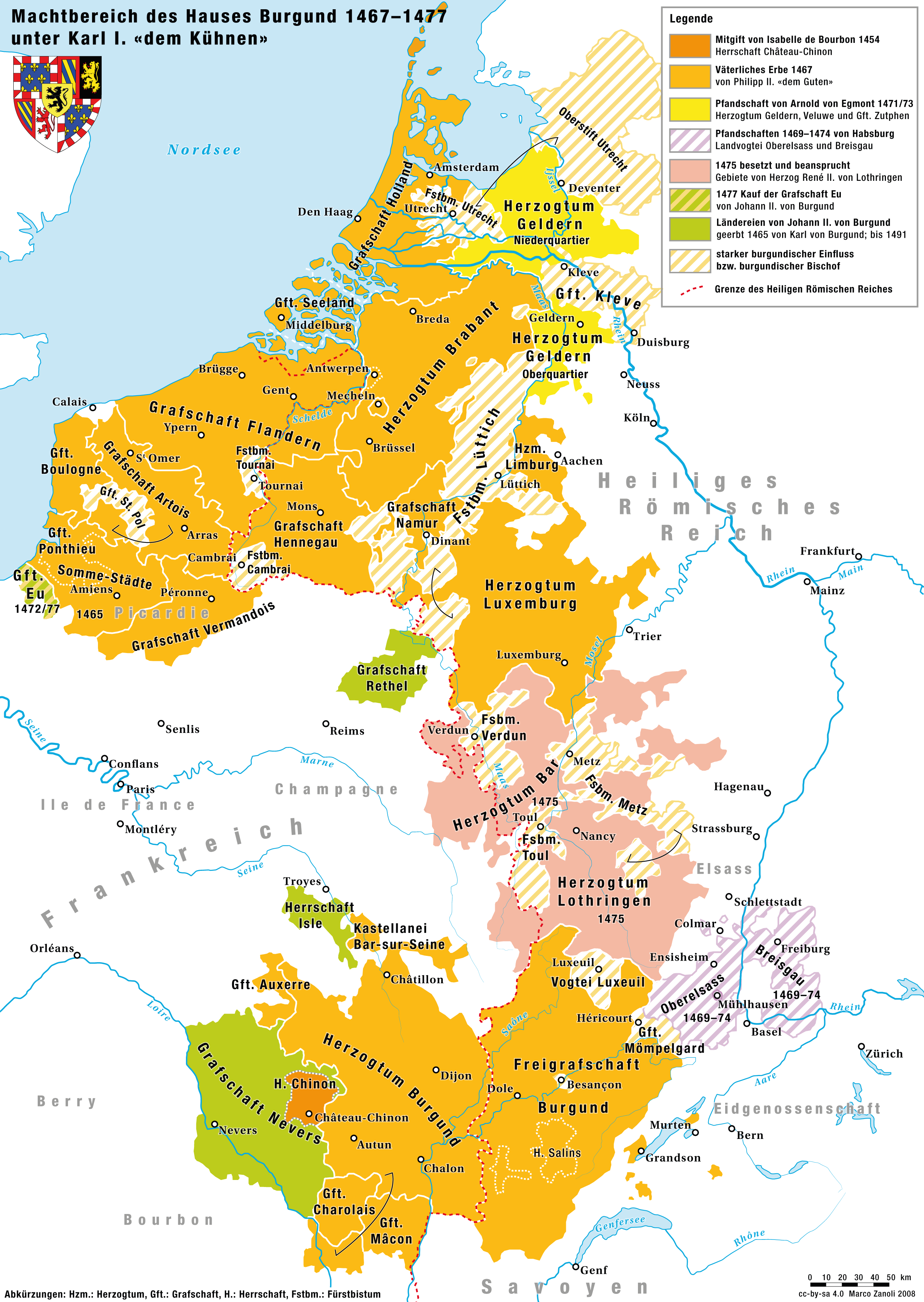
Das Herzogtum Burgund unter Karl dem Kühnen (1465–1477)

Der Burgundische Erbfolgekrieg, auch Niederländischer Erbfolgekrieg, von 1477 bis 1493 bezeichnet den Erbfolgekrieg zwischen dem Königreich Frankreich und Maximilian von Habsburg um das burgundische Erbe Karls des Kühnen und damit um die Herrschaft über das Herzogtum Burgund. Der Krieg wurde begleitet von Aufständen der nach Autonomie strebenden Stände in den niederländischen Provinzen.

## Burgund vor dem Krieg

Fahne der Herzöge von Burgund

Das Herzogtum Burgund entstand im 14. Jahrhundert zwischen dem Königreich Frankreich und dem Heiligen Römischen Reich, als eine Nebenlinie des französischen Herrscherhauses Valois einige im Westen gelegene Lehen der französischen Krone mit Gebieten im Osten, die unter Lehnshoheit des Heiligen Römischen Reiches standen, zu einem weitgehend eigenständigen Herrschaftsverband zusammenfasste. Im Bestreben um Unabhängigkeit und eine eigene Königskrone gelang es den Herzögen, sich immer stärker von der Dominanz der französischen Könige zu lösen. Ihre politischen Ziele versuchten sie durch eine expansive Außenpolitik finanziert durch Besteuerung der Stände und Zentralisierung der Verwaltung in den urban geprägten burgundischen Niederlanden sowie eine weithin ausstrahlende Hof- und Ritterkultur zu erreichen.
Der nach außen hin glänzende Staat stand durch die Politik seiner Herzöge ständig knapp vor dem Staatsbankrott. Die expansive Außenpolitik – insbesondere Karls des Kühnen, des letzten burgundischen Herzogs aus dem Haus Burgund–Valois – zielte auf die Eroberung des Herzogtums Lothringen ab, das die hochburgundischen von den niederburgundischen Provinzen trennte. Durch die Eingliederung Lothringens wäre ein geschlossenes Territorium entstanden, das von der Nordsee bis in die Nähe von Lyon gereicht und Paris von drei Seiten umschlossen hätte. Die burgundischen Herzöge wären so zumindest zu Titularkönigen von Neapel–Sizilien und Jerusalem geworden.
Durch die auf einen Einheitsstaat abzielende zentralistische Innenpolitik der Herzöge, sollten die Stände – insbesondere die wirtschaftlich florierenden Städte Flanderns Gent, Brügge und Ypern – in die Opposition getrieben und letzten Endes politisch ausgeschaltet werden. Die staatlicherseits angestrebte Bewilligung von bis zu fünfzehnjährigen Steuerhilfen durch die Stände – insbesondere zur Finanzierung der auf Angriffskriege abzielenden Außenpolitik der Herzöge – hätte de facto deren politische Entmachtung bedeutet. Die Steuerhilfen wurden deshalb von den Ständen entweder nicht bewilligt oder nur teilweise gezahlt. Der Kampf um die Wiederherstellung der ständischen Autonomie führte bis zum Ende des Krieges immer wieder zu Aufständen in den niederländischen Provinzen und machte diese, insbesondere aber die reichen Städte Flanderns, zeitweise zu Verbündeten Frankreichs.

## Verlauf und Begleitumstände

### Kriegsausbruch und Verlauf nach der Hochzeit Marias (1477)

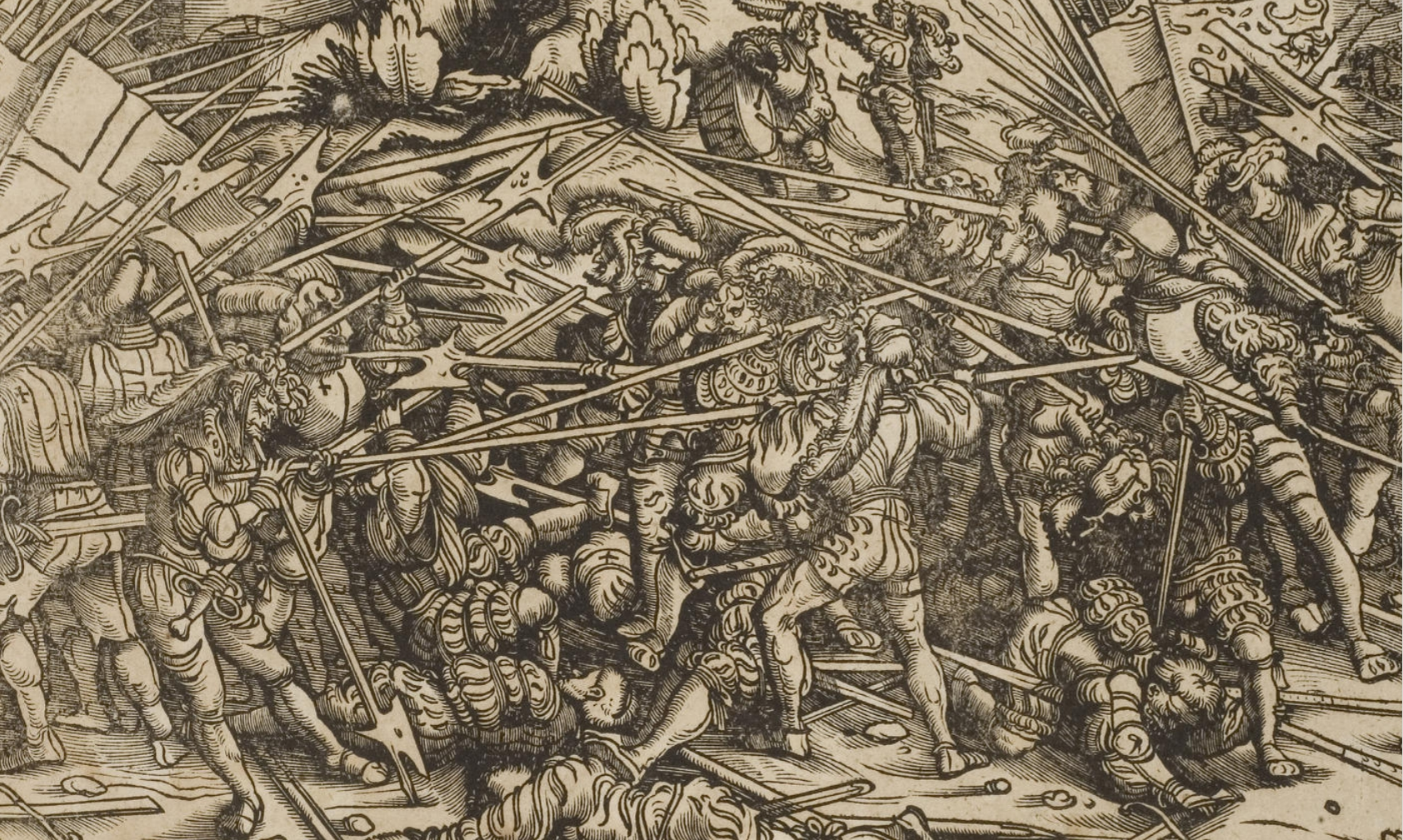
Schlachtenszene aus dem Weißkunig

Karl der Kühne fiel am 5. Januar 1477 in der Schlacht von Nancy, ohne einen männlichen Erben zu hinterlassen. Die volljährige Erbtochter Karls, Maria von Burgund, lehnte die ihr daraufhin angebotene Ehe mit dem Sohn des französischen Königs Ludwig XI., dem erst siebenjährigen Dauphin Karl, ab. Am 19. August 1477 heiratete sie Maximilian von Habsburg, den Sohn des römisch-deutschen Kaisers Friedrich III., mit dem sie seit 1475 verlobt war. Maximilian wurde iure uxoris Herzog von Burgund und das Herzogtum Teil des habsburgischen Hausbesitzes, nachdem es bereits zuvor teilweise unter der Lehnsherrschaft des Heiligen Römischen Reiches gestanden hatte. Noch vor der Hochzeit Marias zog Ludwig XI. die an Karl den Kühnen vergebenen französischen Kronlehen, die als reine Mannlehen nicht auf dessen Erbtochter übergehen konnten, als erledigt ein und besetzte das eigentliche Herzogtum Burgund, die Freigrafschaft Burgund sowie die nördlichen Grenzgebiete Picardie und das Artois.
Unmittelbar nach der Hochzeit mit Maria von Burgund und der Erbhuldigung durch die Stände des Herzogtums forderte Maximilian von diesen Kriegshilfe zur Vertreibung der französischen Besatzer und beauftragte den Landgrafen von Hessen und Karl von Egmond mit der Sicherung der engeren Grenzen der burgundischen Niederlande. Den französischen König Ludwig XI. forderte Maximilian zur Einhaltung des Friedens von Soleuvre (1475) und zur Räumung der besetzten burgundischen Länder und Herrschaften auf. Maximilians Forderung wurde finanziell durch die von den Ständen gewährte Kriegshilfe in Höhe von 500 000 Écus und diplomatisch durch seinen Vater Kaiser Friedrich III. gestützt. Dieser protestierte bei Ludwig XI. gegen die Besetzung der Reichsstadt Cambrai und damit gegen Verletzung der Reichsrechte des Heiligen Römischen Reiches und drohte Frankreich mit einem Reichskrieg. Ludwig XI. lenkte ein, schloss einen Waffenstillstand mit Maximilian und veranlasste den Abzug seiner Truppen aus Cambrai und einigen anderen Grenzstädten. Das Kerngebiet Burgunds, das eigentliche Herzogtum um die herzogliche Residenzstadt Dijon sowie die Freigrafschaft blieben weiterhin besetzt. Durch einen Waffenstillstand zwischen Burgund und Frankreich blieb der Frieden im Winter 1477/78 gewahrt.
Die bereits von Karl dem Kühnen geleerten Kassen erlaubten es Maximilian nicht, den Krieg auf Staatskosten fortzusetzen.
Auch sein Vater Friedrich III. konnte ihn nicht unterstützen und die erbetenen 1000 Reiter stellen, weil er Krieg gegen den ungarischen König Matthias Corvinus führte und Aufstände im eigenen Land niederschlagen musste. Die Hoffnung auf Unterstützung durch seinen Vetter Erzherzog Sigmund von Tirol zerschlug sich schnell, da dieser auf Grund französischer Pensionszahlungen zur Neutralität verpflichtet war. Die mangelnde Unterstützung durch das Haus Habsburg veranlasste Maximilian, Bündnisse mit Spanien und England anzustreben. Die entsprechenden Verhandlungen führten zur Erneuerung des englisch-burgundischen Handelsbündnisses, einer Heiratsabsprache im Juli 1479 und zum angestrebten Kriegsbündnis im Juli 1480. Zur Finanzierung des Krieges sah sich Maximilian angesichts leerer Kassen zur Vermünzung seines Tafelsilbers und zur Verpfändung aller Kostbarkeiten des Burgundischen Hofes gezwungen. Den Provinzen Burgunds verlangte Maximilian immer wieder neue und höhere Steuern ab. Er und seine österreichischen Herren sahen sich mit dem Vorwurf konfrontiert, sie würden das Land nur ausbeuten und dessen Schätze heimlich nach Österreich fortschaffen. Im Herzogtum kippte die Stimmung und richtete sich gegen Maximilian. Geschürt von Frankreich, kam es in Geldern, Holland und der Seeland zu Aufständen.
Da Maximilians militärische Kräfte zur Niederschlagung der Aufstände im Norden gebunden waren, eröffnete Frankreich im Mai 1478 im Süden erneut den Krieg. Im Sommer konnte Maximilian dennoch den Hennegau zurückerobern. Ein einjähriger Waffenstillstand – am 11. Juli 1478 auf Druck von Kaiser und Reich, dem Papst sowie der Könige von Spanien und England auf Ludwig XI. zustande gekommen – sicherte den zurückeroberten Besitz. Maximilian selbst musste einwilligen, weil auf Grund der Zahlung von Bestechungsgeldern ganze Söldnerverbände zu den Franzosen übergelaufen waren. Die von Ludwig XI. nach wie vor als heimgefallen angesehenen Kronlehen standen bei den Verhandlungen nicht zur Disposition und blieben weiter in französischer Hand. Gerade die Stärke des französischen Königtums bei passender Gelegenheit nach und nach große Kronlehen einzuziehen und so mögliche Machtkonkurrenten im Innern auszuschalten, ermöglichte es den französischen Königen – im Gegensatz zu den römisch-deutschen – das Staatsgebiet Frankreichs mehr und mehr zu konsolidieren.
Im April 1479 eröffnete Frankreich den Krieg mit einem neuerlichen Feldzug, um so endgültig in den Besitz der Freigrafschaft Burgund und der Picardie zu gelangen. Mit einem Heer, zusammengestellt aus rund 20 0000 Niederländern, Deutschen, Schweizern und Engländern, zog Maximilian daraufhin vor die französische Festung Thérouanne, bei der es am 17. August 1479 zur Feldschlacht kam. Durch den Sieg in der Schlacht bei Guinegate–Thérouanne konnte Maximilian die Grafschaft Flandern behaupten und das Artois zurückerobern, ohne dem Krieg damit eine entscheidende Wendung zu geben. Um den Verbleib der burgundischen Niederlande im Heiligen Römischen Reich zu sichern und das gesamte burgundische Erbe zurückzugewinnen, brauchte Maximilian Geld zur Fortsetzung des Krieges. Während eine Kriegshilfe vom Nürnberger Reichstag im Oktober 1479 abgelehnt wurde, erreichte Frankreich durch bezahlte Stimmungsmacher – insbesondere in Flandern –, dass dessen Stände mit dem Truppenabzug begannen. Außerdem verstärkte Frankreich die Seeblockade gegen die Niederlande und kaperte deren Getreideschiffe und die Heringsflotte. Eine allgemeine Hungersnot im äußerst harten Winter 1479/80 war die Folge. Eine Friedensvermittlung des Erzherzogs Siegmund von Tirol scheiterte, da keine Einigung über das eigentliche Herzogtum Burgund und die Freigrafschaft erzielt werden konnte. In den großen flandrischen Städten Gent, Brügge und Ypern formierte sich der Widerstand, weil diese durch die Einbußen in Handel und Wirtschaft kaum noch gewillt waren, die Kriegskosten zu tragen. Dem Partikularismus von Provinzen und Städten entgegenstehende Versuche Maximilians die Niederlande ebenso wie Karl der Kühne zentralistisch zu verwalten und unpopuläre Maßnahmen, wie die Einführung einer neuen Biersteuer, verschärften die innenpolitische Lage.
1478 wurde der einzige überlebende Sohn Maximilians von Habsburg und Marias von Burgund Philipp in Brügge geboren. Damit war das Fortbestehen der Dynastie gesichert. Um Gerüchten von der Geburt eines Mädchens zu begegnen, wurde Philipp am 29. Juni 1478 auf dem Rückweg von der Taufe auf den Vornamen seines Urgroßvaters (Philipp der Gute), nackt dem Volk gezeigt. Zwei Jahre später folgte die Geburt der Tochter Margarete in Brüssel. Ein zweiter Sohn, Franz, starb schon bald nach seiner Geburt.
Durch Bündnisverträge mit England und der Bretagne (16. April 1481) und weitgehend erfolgreiche Feldzüge gegen die aufständischen niederländischen Provinzen Holland und Geldern hatte Maximilian seine Stellung in den burgundischen Niederlanden vorerst gefestigt, – bis Maria von Burgund im 27. März 1482 an den Folgen eines Reitunfalls in Brügge starb. Noch vor ihrem Tod hatte sie im Testament vom 24. März 1482 ihre Kinder als Universalerben eingesetzt, Maximilian als Vormund bestellt und verfügt, dass dieser bis zur Volljährigkeit von Philipp die Regentschaft über das Herzogtum ausüben sollte. Im Gegensatz zu ihrem Vater wurden die Kinder von den politischen Ständen Burgunds – zu denen nicht der Landesherr, aber die wirtschaftlich und damit auch politisch mächtigen Städte Flanderns gehörten – als Erben anerkannt. Am 28. April 1482 traten die Generalstaaten in Gent zusammen und verlangten die Vormundschaft über Philipp. Maximilian sollte nur die nominelle Vormundschaft zugestanden werden.

### Kriegsverlauf nach dem Frieden von Arras (1482)
Nach langen kriegerischen Auseinandersetzungen wurde am 23. Dezember 1482 im Frieden von Arras ohne Mitwirkung Maximilians zwischen Abgeordneten der flandrischen Stände und Frankreich die Verlobung von Maximilians zweijähriger Tochter mit dem französischen Thronfolger Karl vereinbart. Bis die Verlobten ein heiratsfähiges Alter erreichten, sollte Margaretes weitere Erziehung am französischen Hof erfolgen. Als Mitgift sollte sie nach Vollzug der Ehe die Freigrafschaft Burgund und das Artois erhalten. Die Generalstaaten erhielten die Vormundschaft über Philipp. Falls dieser sterben würde, sollten die Niederlande in Erbfolge an dessen Schwester Margarete und deren Gemahl fallen. Außerdem wurde die französische Lehenshoheit über Flandern vereinbart. Im Gegenzug verzichtete Ludwig XI. auf die Bourgogne und die Picardie, erklärte sich bereit, die übrigen besetzten Gebiete zu räumen und die Feinde Erzherzogs Philipps nicht mehr zu unterstützen.
Da sich Maximilians Kinder in Genter Hand befanden, sah sich dieser gezwungen den Vertrag – aus seiner Sicht ein „Schandvertrag“ – im März 1483 zu beschwören und zu unterzeichnen. Ein Versuch Maximilians die Auslieferung seiner Tochter nach Frankreich zu verhindern, schlug fehl.
Margarete und der Dauphin Karl feierten am 16. Juni 1483 in Amboise feierlich Verlobung. Am 22. Juli 1483, einen Monat vor der Krönung Karls, wurde der Ehevertrag geschlossen. Die Ehe wurde jedoch nicht durch offiziellen Beischlaf der Ehepartner vollzogen und die Verlobung schließlich vor der Hochzeit Karls mit der Herzogin der Bretagne (6. Dezember 1491) gelöst.

#### Niederschlagung der Aufstände in den Provinzen (1482–1485)
Nach dem Frieden von Arras (1482) wollte Maximilian vor allem die Vormundschaft über seinen Sohn Philipp sicherstellen, um so seine vormundschaftliche Regierung über dessen burgundisches Erbe – zunächst in den Burgundischen Niederlanden – formalrechtlich zu legitimieren. Die Provinzen Hennegau, Luxemburg, Namur, Holland und Seeland befürworteten dies, während die flämische Stadt Gent die Herausgabe von Philipp verweigerte. Um diese von den Generalständen zu erzwingen, zog Maximilian nach Brabant, ließ in Mecheln, Löwen, Brüssel und Antwerpen führende Vertreter der Stände verhaften und als Verräter vor Gericht stellen. Die Enthauptung einiger erzielte nicht den von Maximilian gewünschten Effekt der Abschreckung, sondern löste einen allgemeinen Aufstand in Geldern, Flandern und Brabant aus. Ein Regentschaftsrat aus Vertretern der Stände und „Herren von Geblüt“ wurde gebildet, der die Vormundschaft über Philipp übernahm und anstelle von Maximilian die Burgundischen Niederlande vormundschaftlich regierte. Da Maximilian ohne die Vormundschaft über Philipp keinen Rechtstitel mehr für die Herrschaft über die Niederlande hatte, fielen selbst Teile des staatstragenden Ordens vom Goldenen Vlies von ihm ab. Maximilians Herrschaft über die aufständischen Provinzen wurden damit zur reinen Gewaltherrschaft.
In Folge der Aufstände in Flandern und Brabant wurde auch der die Stadt Utrecht regierende Bischof David von Burgund vertrieben. Erst im September 1483 konnte Maximilian den Aufstand niederwerfen und als Sieger in die Stadt einziehen. Auch Johann II. von Kleve musste sich dem militärischen Druck Maximilians beugen und im Dezember 1483 einen Vergleich schließen. Nachdem sich Brügges Seehafenstadt Sluis und die Stadt Arnheim unterworfen hatten und auch Geldern dessen Vormundschaft über Philipp anerkannte, war Maximilians Herrschaft über den Norden der burgundischen Niederlande gesichert.
Der Süden der Niederlande dagegen lehnte nach wie vor die vormundschaftliche Regierung Maximilians für Philipp ab und akzeptierte nur den von den aufständischen Provinzen Geldern, Flandern und Brabant gebildeten Genter Regentschaftsrat. Zum Eklat kam es, als Maximilian eine flandrische Gratulations- und Huldigungsgesandtschaft, die nach dem Tod des französischen Königs Ludwig XI. (30. August 1483) auf dem Weg zum neuen französischen König Karl VIII. war, verhaften ließ. Als Maximilian dann im Oktober 1483 den Regentschaftsrat auflöste und im Juni 1484 der Vermittlungsversuch eines Generalkapitels des Ordens vom Goldenen Vlies scheiterte, kam es zum offenen Krieg. Die Provinzen Holland, Hennegau, Luxemburg und Brabant stellten sich dabei auf die Seite Maximilians. Vor allem die Städte Mecheln und Antwerpen fürchteten anderenfalls weitere Strafexpeditionen Maximilians und erhofften sich Handelsvorteile gegenüber Gent und Brügge.
Zunächst führte Maximilian im Sommer 1484 einen Seekrieg gegen die flandrischen Küstenstädte und eroberte im November 1484 die Sperrfestungen Callo, Zwijndrecht und Dendermonde. Die Gegenoffensive der Flamen konnte Maximilian in Assche, Halle und Brüssel nur mit Mühe abwehren. Nachdem gegen Jahresende 1484 Frankreich Maximilian wegen Bruch des Friedens von Arras erneut den Krieg erklärt hatte, waren weitere Entscheidungen auf dem Schlachtfeld unabwendbar. Im Januar 1485 konnte Maximilian Oudenarde erobern und mit jedem weiteren Sieg auf Basis der danach fälligen Reparationen seine Streitmacht kontinuierlich vergrößern, so dass sich die Aufständischen zum Rückzug auf feste Plätze gezwungen sahen.

#### Kapitulation der flämischen Städte Brügge und Gent (1485)

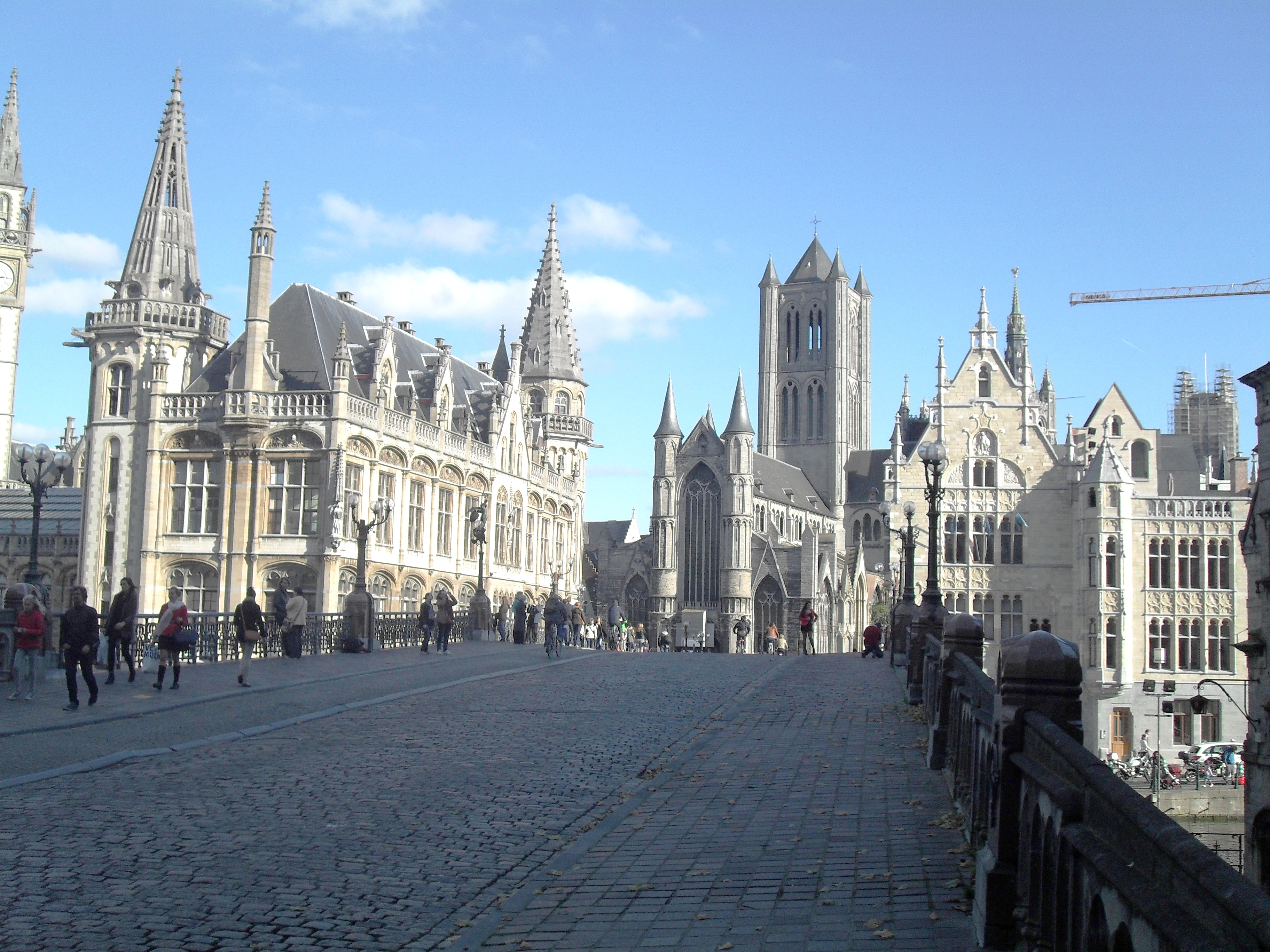
Türme der Stadt Gent – stumme Zeugen einstiger Macht

Die Kriegserfolge gestatteten es Maximilian im Mai 1485 gegen die flandrische Hauptstadt Gent vorzurücken. Sein Ziel war es die Vormundschaft über seinen Sohn Philipp wiederzuerlangen, der hier als Geisel festgehalten wurde. Als Maximilian drohte das Umfeld der belagerten Stadt zu verwüsten, gewann die Friedenspartei aus Kaufleuten und Reedern die Oberhand, veranlasste den Abzug der französischen Besatzung und nahm Friedensverhandlungen mit Maximilian auf. Während der von der Friedenspartei erbetenen fünfzehntägige Frist »um ihr Stadtvolk zur Vernunft zu bringen« und zur Kapitulation zu bewegen, wandte sich Maximilian gegen Brügge. Von ihrem Seehafen Sluis aus führte die Stadt einen Kaperkrieg gegen die Provinzen Seeland und Holland, um die Zufuhr von Waren nach Antwerpen und Brabant zu unterbinden. Im Juni 1485 kaperte Maximilians Flotte die im Hafen von Sluis vor Anker liegenden Kaufmannsschiffe. Die Vermittlung eines spanischen Hauptmanns zwischen Maximilian und den Brügger Kaufleuten verhinderte, dass auch die dort ankernden spanischen und französischen Handelsschiffe angegriffen wurden. Da sich auch die Lage in Gent zu Gunsten Maximilians entwickelte und um weiteren Verluste zu verhindern, baten die Brügger Maximilian um Verzeihung und gestatteten ihm im Juni 1485 den Einzug in die Stadt. Da Brügge die vormundschaftliche Regentschaft Maximilians für seinen Sohn Philipp akzeptierte, gab Maximilian der Bitte statt und bestätigte die der Stadt vor dem Aufruhr gewährten Freiheiten und Rechte. Die Rebellen ließ Maximilian hart bestrafen und die französischen Handelsschiffe als Kriegsbeute beschlagnahmen; die spanischen Handelsschiffe dagegen durften unbehelligt auslaufen. Nach dem Fall Brügges schlossen die Stände Flanderns am 28. Juni 1485 Frieden mit Maximilian. In den Friedensverhandlungen setzte dieser neben der Herausgabe seines Sohnes die Anerkennung seiner vormundschaftlichen Regierung durch und bestätigte im Gegenzug Flanderns alte Privilegien und Freiheiten. Gegen die Zahlung einer Kriegsentschädigung von 360000 Écu verpflichtete sich Maximilian, Philipp nicht aus den Niederlanden wegzuführen, nach Gent nicht mehr Kriegsleute mitzunehmen als nach Brügge und eine allgemeine Amnestie zu gewähren. Anstatt aber wie in Brügge mit 500 Kriegsleuten einzurücken, marschierte Maximilian mit 5000 deutschen Landsknechten am 7. Juli 1485 in Gent ein. Mit dieser Machtdemonstration provozierte er jedoch entgegen seiner Absicht erneut Aufruhr in der Stadt. Übergriffe der Landsknechte führten zu einem Auflauf und veranlassten das Stadtvolk auf dem Markt Barrikaden zu errichten. Nachdem er vergeblich versucht hatte das Stadtvolk zu beschwichtigen, ließ Maximilian Straßen und Plätze durch seine Landsknechte räumen.
Anderentags wurden acht der Rebellen enthauptet und ca. hundert der Stadt verwiesen. Den Gentern wurde außerdem eine Strafe von 127000 Gulden auferlegt. Für Maximilian hatten die Genter durch die wiederholte Auflehnung gegen seine Herrschaft ihre städtischen Privilegien verloren. Am 22. Juli 1485 ließ er öffentlich alle Stadtbücher und Urkunden vernichten. Nachdem er einen neuen Stadthauptmann bestimmt und den Rat mit Männern besetzt hatte, auf die er sich verlassen konnte, verließ er Gent, um seinem Sohn Philipp nach Brüssel zu folgen, den er bereits dorthin vorausgeschickt hatte.

#### Reise Maximilians zur Königswahl nach Aachen (1485)

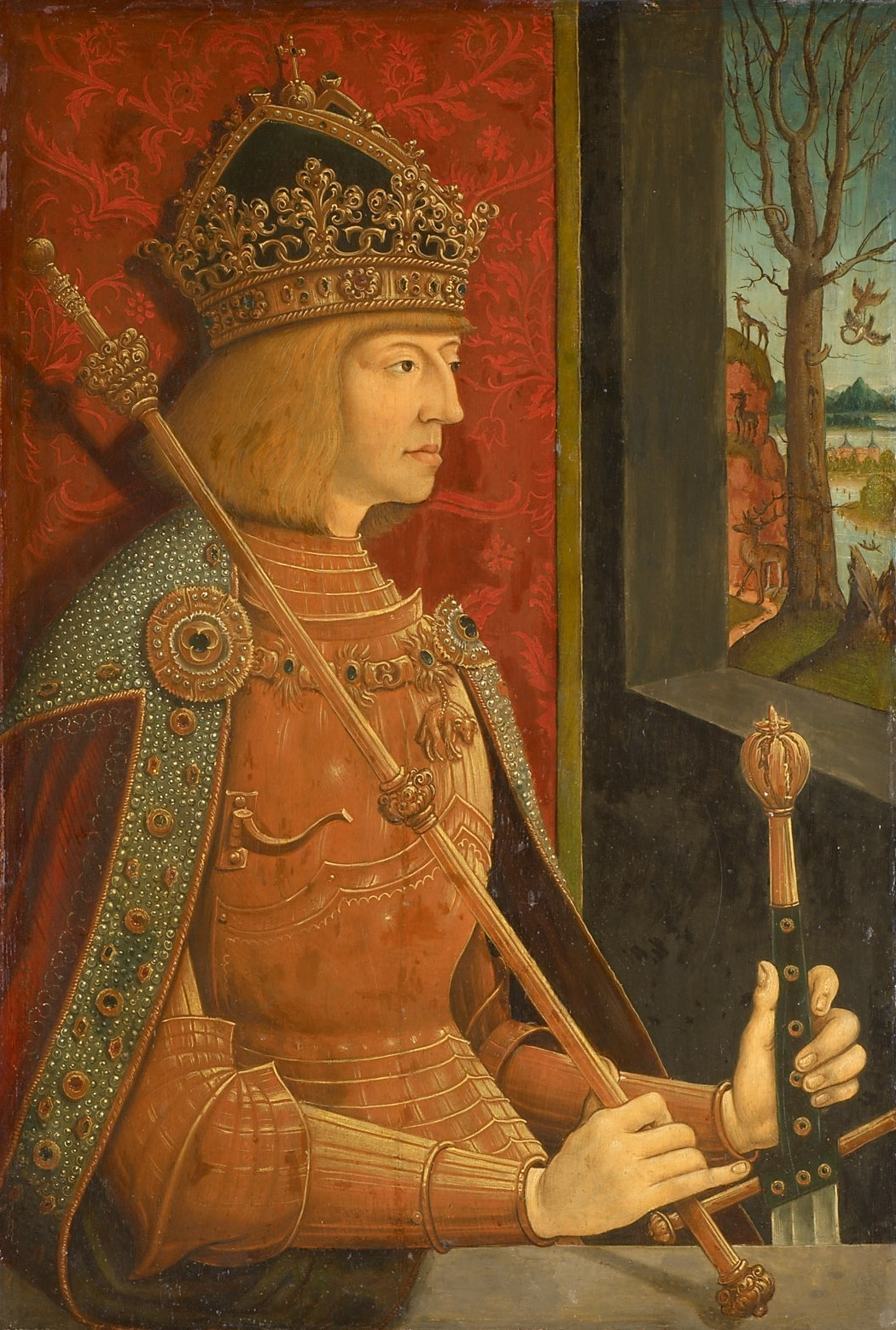
Maximilian I., um 1500

In Brüssel forderte Maximilian von den einberufenen Generalstaaten neue Steuern ab und informierte diese über seine Absicht, ins alte Reich zu reisen, um dort seine Wahl zum römisch-deutschen König vorzubereiten. Die Lage hatte sich anscheinend soweit entspannt, dass er die Reise antreten konnte, ohne vorerst weitere Aufstände oder einen Angriff Frankreichs fürchten zu müssen. Trotzdem war Maximilian sicher, „dass sich der ‚Flemming‘ wieder gegen ihn erheben würde und er wohl 10000 von ihnen erschlagen müsse, um vor ihnen Ruhe zu haben.“ Während seiner Reise ins alte Reich ließ er seinen Sohn in der Obhut Philipps von Gleve, des burgundischen Kanzlers Jean de Carondelet und Engelbrechts von Nassau zurück. Die Erziehung von Philipp vertraute er Franz von Busleyden und Olivier de la Marche an. Auf seiner Reise in die deutschen Lande befriedete Maximilian noch im November 1485 das Hochstift Lüttich und traf am 2. Dezember 1485 in Aachen mit seinem Vater Friedrich III. zusammen, um die Königswahl vorzubereiten. Schon bald nach seiner Krönung im April 1486 kehrte Maximilian nach Flandern zurück, um einen erneuten Überfall Frankreichs abzuwehren. Für den Kampf gegen die Franzosen war er bereits am 15. März 1486 ein Bündnis mit dem Herzog der Bretagne Franz II. eingegangen. Der von Friedrich III. geplante Ungarnfeldzug gegen Matthias Corvinus zur Rückgewinnung der östlichen Erbländer der Habsburger, an dem auch Maximilian teilnehmen sollte, konnte nicht durchgeführt werden, da der Reichstag die dafür beantragte Steuerhilfe abgelehnt hatte.

### Kriegswende und neue Aufstände in Flandern (1487–1489)
Trotz der erfolgreichen Eroberung der Städte Thérouanne und Saint-Omer führte Maximilians Abwehrfeldzug gegen die Franzosen nicht zum endgültigen Sieg. Nach wirkungslosen Streifzügen durch das Artois und die Picardie liefen ihm deutsche und schweizerische Landsknechte in Scharen davon, als er ihnen den ausstehenden Sold nicht zahlen konnte. Nachdem Thérouanne und Saint Omer wieder verloren gegangen waren und Maximilian bei Béthune im Juli 1487 eine Niederlage hinnehmen musste, nahm der Krieg einen gänzlich anderen Verlauf.
Maximilian wollte die englische Krone im Kampf gegen Frankreich wieder stärker auf seine Seite ziehen. Er begünstigte deshalb vor allem den Handel mit England, von dem vor allem Antwerpen zum Schaden von Brügge und Gent profitierte. Die Einbußen im Handel und unvermindert hohe Steuerabgaben zur Kriegsfinanzierung führten erneut zu Aufständen in den Städten Flanderns. Als im Herbst 1487 die unteren Stände in Gent wieder die Oberhand gewannen, entledigten sie sich der von Maximilian eingesetzten Verwaltung, vertrieben die burgundische Besatzung aus der Stadt und holten die Franzosen zurück. Absicht der Genter war es eine Art Stadtrepublik unter französischer Lehenshoheit zu gründen. Anfang 1488 eroberten sie Courtrai, während auch Ypern sich mit den vorrückenden Franzosen verbündete.

#### Maximilians Gefangenschaft in Brügge (1488)

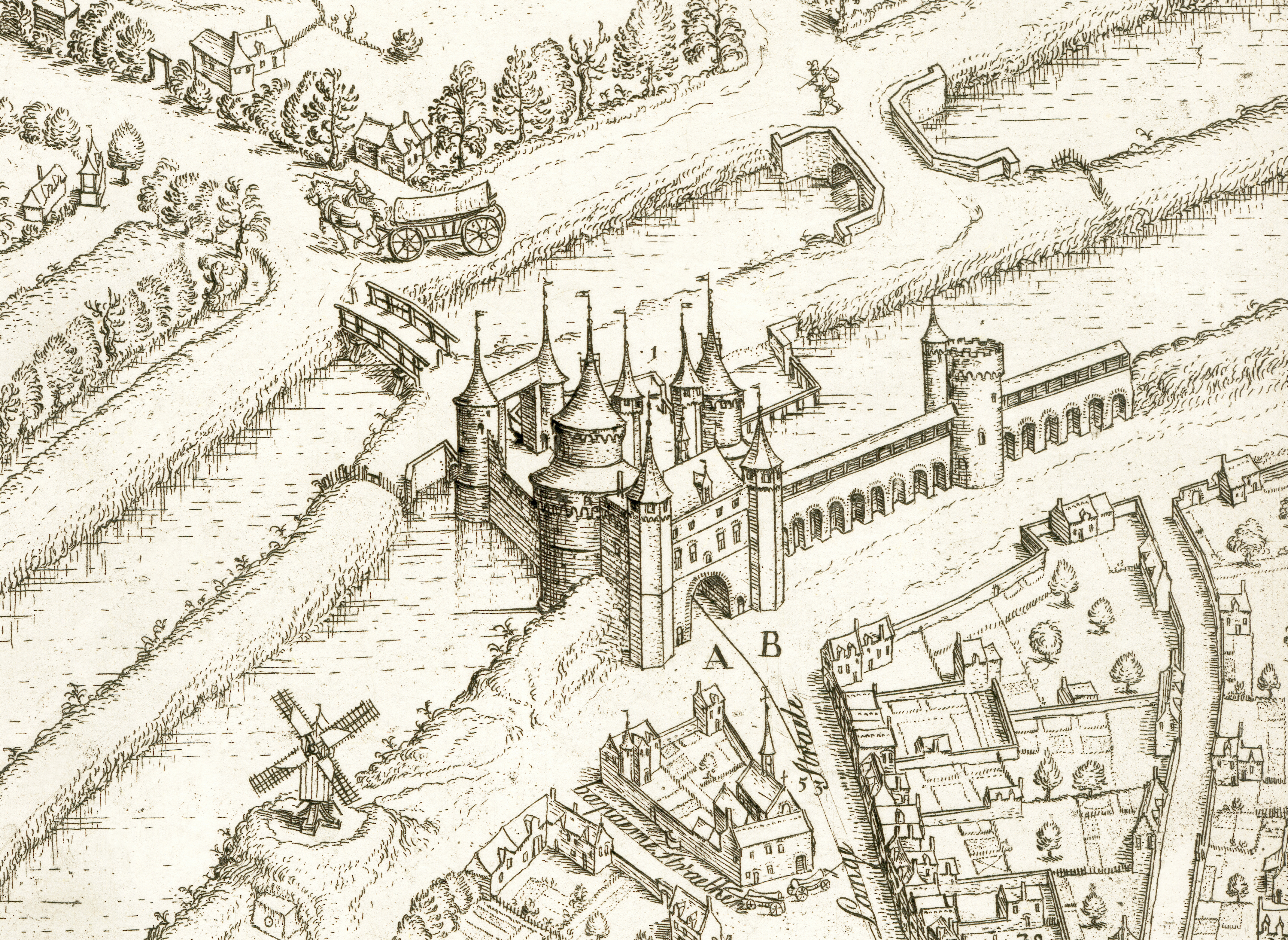
Brügge, Stadttor Kruispoort, Marcus Gerards, 1562

1488 berief Maximilian die Generalstaaten nach Brügge ein, um von diesen – im Gegenzug für sein Zugeständnis bei der Bildung eines neuen ständisch kontrollierten Finanzrates im Dezember 1487 – Geld und Truppenhilfe für den Kampf gegen Frankreich zu erbitten. Die Stimmung in der Stadt war äußerst angespannt und gegen Maximilian gerichtet. Die Begünstigung von Antwerpen im Handel hatte zu hohen finanziellen Einbußen geführt und das Bekanntwerden von Maximilians neuen Steuerplänen ein Übriges getan. Die befürchteten Auseinandersetzungen mit den Städtern veranlassten Maximilian, seinen Sohn vorsorglich nach Mecheln in Sicherheit zu bringen. Als er bald darauf mit 150 Landsknechten vor den Stadttoren erschien und gegen Gent ziehen wollte – 200 Reiter und 300 Fußknechte hatten die Stadt bereits verlassen, um gegen Courtrai zu ziehen – weigerten sich die Brügger ihm die Tore zu öffnen. In der Zwischenzeit bewaffneten sich die Zünfte und besetzten Stadttore, Markt und Gassen. Um die Bürger zur Ruhe zu ermahnen, erschien Maximilian mit seinen Knechten auf dem Grote Markt, richtete aber nichts aus. Die 52 Zünfte der Stadt entfalteten ihre Banner, bewaffneten das Volk und verschanzten sich auf dem Markt hinter einer Wagenburg, die sie mit Geschützen umstellten. Maximilian schrie man nieder und forderte von ihm den Abzug der als Plünderer angesehenen deutschen Kriegsknechte.

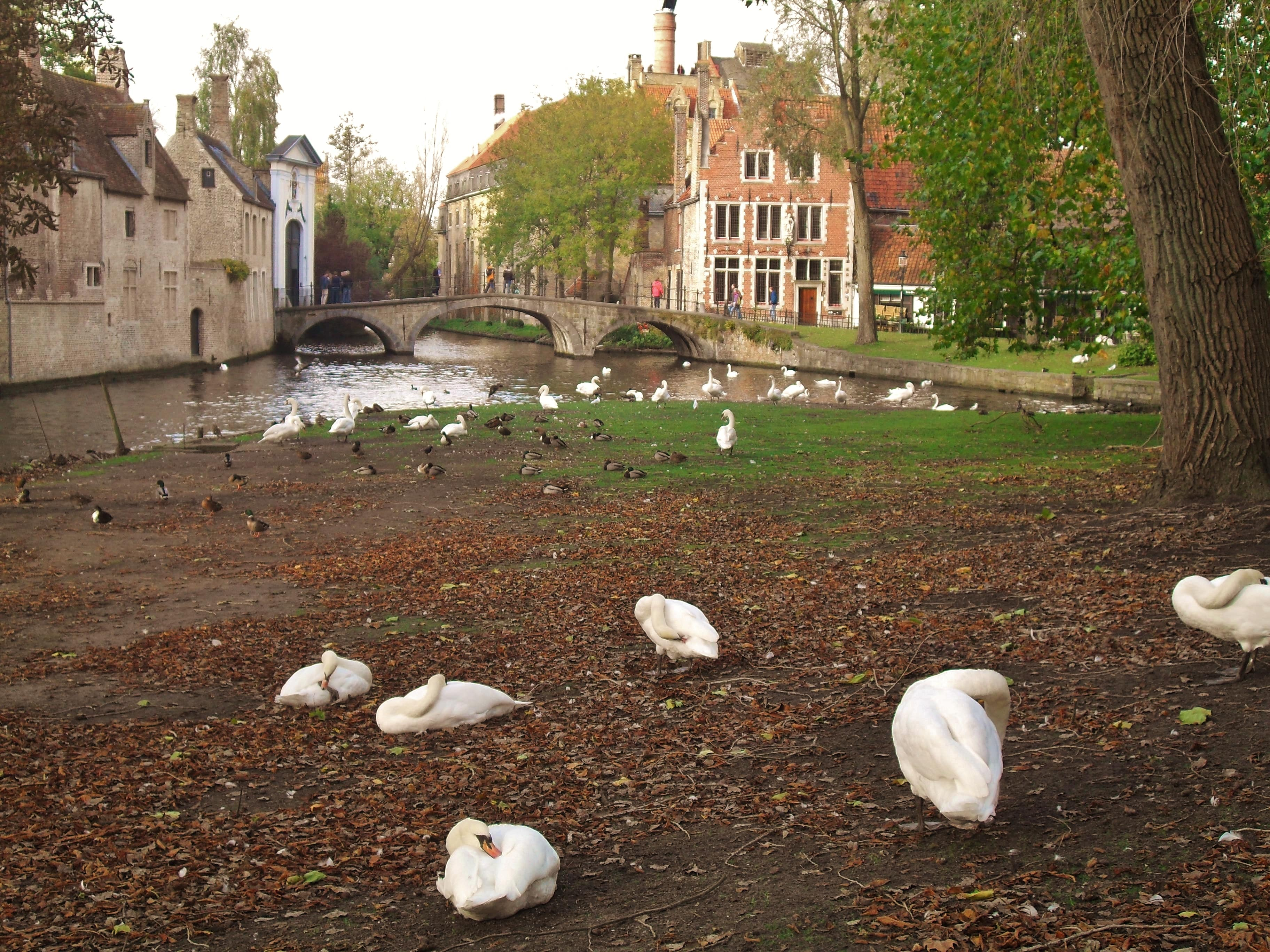
„Langhälse“ am Minnewater

Maximilian, dem es nicht gelang die Stadt wieder unter seine Kontrolle zu bringen, wurde am 5. Februar 1488 im Haus eines Gewürzhändlers am Grote Markt in Haft genommen. Die Fenster dieses als Granenburg bezeichneten Hauses, waren eigens zu diesem Zweck vergittert worden. Auch Hauptleute und Räte Maximilians wurden, wenn sie nicht schon geflohen waren, verhaftet und getrennt von ihm inhaftiert. Eine Entlassung wurde dem Habsburger erst nach Rechenschaftslegung über die Verwendung der von den flämischen Ständen bisher gezahlten Gelder in Aussicht gestellt. Neben einer Bestrafung der für die Verschwendung von Steuergeldern Schuldigen, forderten die Aufständischen von Maximilian: Frieden mit Frankreich, Verzicht auf die vormundschaftliche Regierung für Philipp, ein Textilmonopol für Gent und Brügge sowie die sofortige Entfernung seiner deutschen und burgundischen Gefolgsleute aus allen städtischen Ämtern. Der Druck auf Maximilian nahm Mitte Februar 1488 weiter zu, als die Vertreter der Stände am Ende der Generalstaaten Brügge verließen, ohne Maximilians Haftentlassung vorher erreicht oder nur gewollt zu haben. Stattdessen forderten die Aufständischen von Maximilian: Verzicht auf die Vormundschaft und Regentschaft für Philipp und dessen Übergabe an die Stände, die Erneuerung des 1482 mit Frankreich geschlossenen Friedens von Arras und das Verlassen des Landes gegen Zahlung einer jährlichen Entschädigung von 100000 Ecus auf Lebenszeit. Das Geldangebot und die übrigen Forderungen der Aufständischen lehnte Maximilian ab. Daraufhin errichteten diese unter den Fenstern der Granenburg ein Gerüst mit einer Streckbank, folterten Maximilians Räte vor dessen Augen und enthaupteten schließlich zehn von ihnen, darunter Maximilians Berater Pierre Lanchals, auch Lankhals genannt. Eine Legende behauptet, Maximilian hätte Brügge nach seiner Freilassung – um diesen Affront zu sühnen und für immer an diese Schmach zu erinnern – dazu verurteilt, auf ewig Schwäne – „Langhälse“ – auf dem Minnewater zu halten; die Schwäne sind dort auch heute noch zahlreich vertreten.

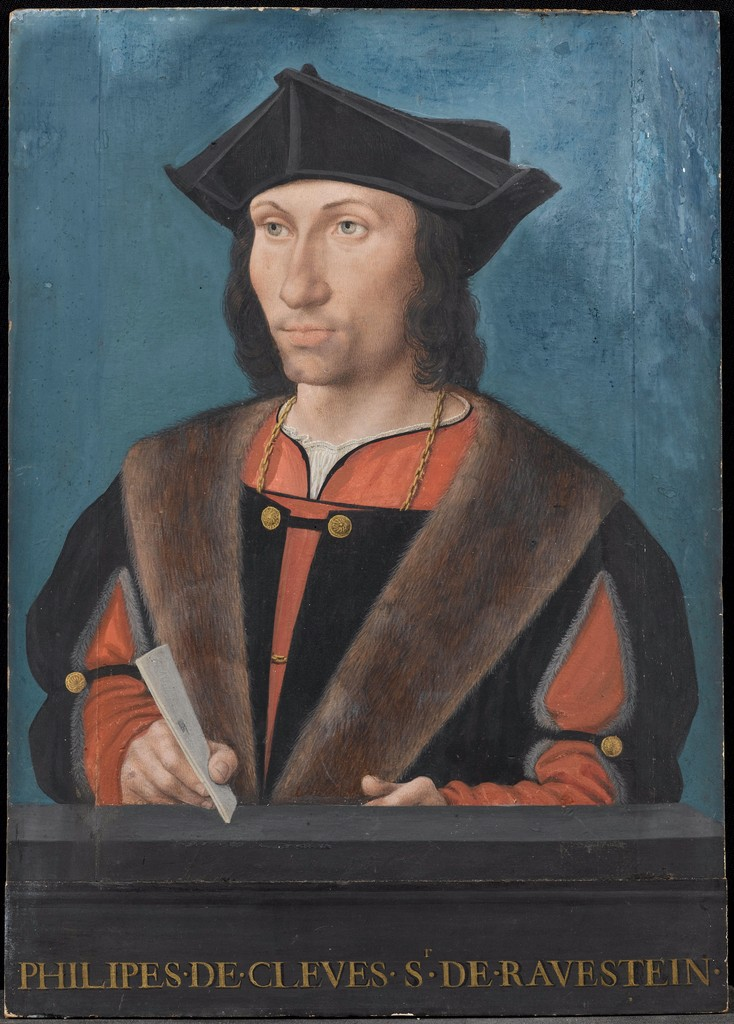
Philipp von Kleve, um 1480

Mitte März 1488 wurde Maximilian in das ebenfalls vergitterte Haus des Generalhauptmanns von Flandern, Philipp von Kleve, überführt. Angesichts des radikalen Vorgehens der Aufständischen befürchtete Maximilian nun auch Übergriffe auf seine Person und die Auslieferung an Gent oder Frankreich. Vorbeugend stellte er klar, dass das Haus Österreich nicht allein an seiner Person hängt. Ein aus der Haft geschmuggeltes Schreiben zeigt, dass er auf die Befreiung durch seinen Vater hoffte. Die Generalstaaten wurden nach Mecheln einberufen und im Namen von Maximilians Sohn Hilfsgesuche an Papst, Reich und Fürsten gerichtet. Die Stadt Brügge wurde in Philipps Namen aufgefordert, Maximilian sofort freizulassen. Zur Durchsetzung dieser Forderung wurde Philipp von Kleve befohlen, gegen die Rebellen mit militärischen Mitteln vorzugehen. Dieser besetzte mit seinen Truppen die ganze Umgebung von Brügge und Gent. Die eingeschlossenen Städte pressten Maximilian ein Schreiben ab, in dem er seine Hauptleute zur Mäßigung bei der Belagerung aufrief. Dabei wurde Brügge durch die Verwüstung der Umgebung zwar geschädigt, erlitt aber keinen so nachhaltigen Schaden wie durch die Übersiedlung der Fernhandelsgesellschaften nach Antwerpen.
Als Kaiser Friedrich III. am 24. April 1488 die Reichshilfe nach Köln aufbot, wendete sich die Lage zu Ungunsten der Aufständischen. Maximilians Vater war es gelungen, ein Reichsheer von 4000 Reitern und 11000 Landsknechten aufzustellen. Darauf gestützt forderte eine Reichsgesandtschaft Gent und Brügge auf, Maximilian sofort freizulassen, der Papst drohte mit einem Kirchenbann und auch England, Spanien, Portugal sowie die in Mecheln zusammengetretenen Generalstaaten protestierten gegen die Inhaftierung Maximilians; die Spanier ließen sogar ihre Flotte nach Flandern auslaufen. Mit den Verbündeten Holland und Seeland im Rücken fühlten sich die aufständischen Städte aber stark genug, den Habsburger weiterhin in Haft zu behalten. Als das Reichsheer daraufhin anrückte, bröckelte die Allianz der Aufständischen und Frans de Brederode, die Herren von Geblüt und die Ritter vom Goldenen Vlies setzten sich von ihnen ab. Auch die meisten Ständevertreter Flanderns blieben nicht bei ihren bisherigen Forderungen. Sie gingen jetzt davon aus, dass in den vergangenen Jahren nicht Maximilian, sondern dessen Räte und Beamten ohne sein Wissen zu hohe Steuern gefordert und hauptsächlich für sich verwendet hatten. Deshalb verlangten sie von ihm den Austausch der meist deutschen oder burgundischen Beamten gegen Einheimische, Steuererleichterungen und den Abzug aller Kriegsvölker. Darüber hinaus forderten sie nach wie vor die Erneuerung des Friedens von Arras und die Kündigung des Bündnisses mit der Bretagne. Für den Verzicht auf die Regentschaft für Philipp wurde Maximilian nochmals die Zahlung einer Entschädigung angeboten.
Unter Hinweis auf seine Zwangslage, unterzeichnete Maximilian von Habsburg am 12. Mai 1488 den Brügger Vertrag. Darin verpflichtete er sich, auf die Regentschaft für Erzherzog Philipp zu verzichten, die fremden Kriegsvölker aus dem Land abzuziehen und auf der Grundlage der im Frieden von Arras getroffenen Vereinbarungen einen Vergleich mit Frankreich auszuhandeln. Nachdem er Urfehde geschworen hatte, wurde Maximilian am 16. Mai 1488 aus der Haft entlassen. Er begab sich zunächst in feierlicher Prozession zur Kirche und beschwor danach öffentlich den neu ausgehandelten Brügger Vertrag und den Frieden von Arras. Den Bürgern von Brügge versprach er das Vorgefallene zu verzeihen und auch den Kaiser darum zu bitten. Danach bekannten auch die Vertreter der Stände ihre Schuld, baten Maximilian um Verzeihung und beschworen den Frieden. Ein feierliches Te Deum schloss den Versöhnungakt ab.

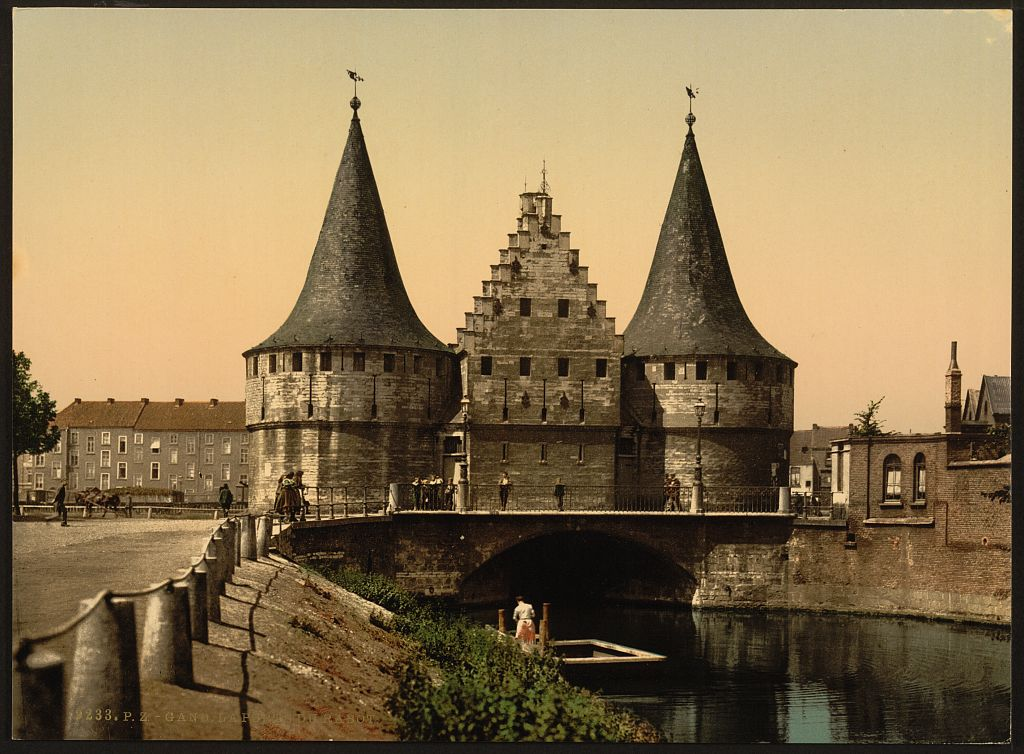
Rabot in Gent – Denkmal der erfolgreichen Verteidigung der Stadt gegen die Belagerung durch das Reichsheer 1488, Foto um 1900

Doch weder Kaiser noch Reichsfürsten verzichteten auf die geplante Strafexpedition nach Flandern. Ein nach Löwen einberufenes Fürstengericht, annullierte alle von Maximilian gegenüber den flandrischen Ständen geleisteten Eide mit der Begründung, dass diese unter Zwang abgegeben worden waren und nach Auffassung des Gerichts Reichsrecht und Königseid des Heiligen Römischen Reiches widersprachen. Das Reichsheer belagerte daraufhin zuerst Gent und verwüstete die Umgebung der Stadt. Philipp von Kleve, der sich für die Einhaltung des Brügger Vertrages verbürgt hatte, wechselte auf Grund des offensichtlichen Vertragsbruchs die Seiten und ging zu den Aufständischen über. Unter seiner Führung konnte sich die Union von Flandern, Brabant, Seeland und Holland noch viele Jahre gegen die Fremdherrschaft der Habsburger behaupten.

#### Finanzierung der Kämpfe gegen die Aufständischen
Während Maria von Burgund zunächst an einer Politik des stabilen Geldes festgehalten hatte, brach Maximilian mit dieser Tradition, um den Genter Aufstand von 1485 und die Aufstände in Flandern zwischen 1487 und 1489 niederzuschlagen. Den Einsatz von deutschen und Schweizer Landsknechten bezahlte er mit Silber aus den ungeheuren Gewinnen der Geldabwertungen von 1485 und 1487–1489. Diese realisierte er durch eine Verringerung des Silbergehaltes der ausgegebenen Münzen in Verbindung mit der Vergrößerung der umlaufenden Geldmenge. Am Ende des Jahres 1489 kehrte Maximilian auf Drängen des Adels zur Politik des stabilen Geldes zurück.

### Fortführung des Krieges unter Albrecht von Sachsen (1488–1492)

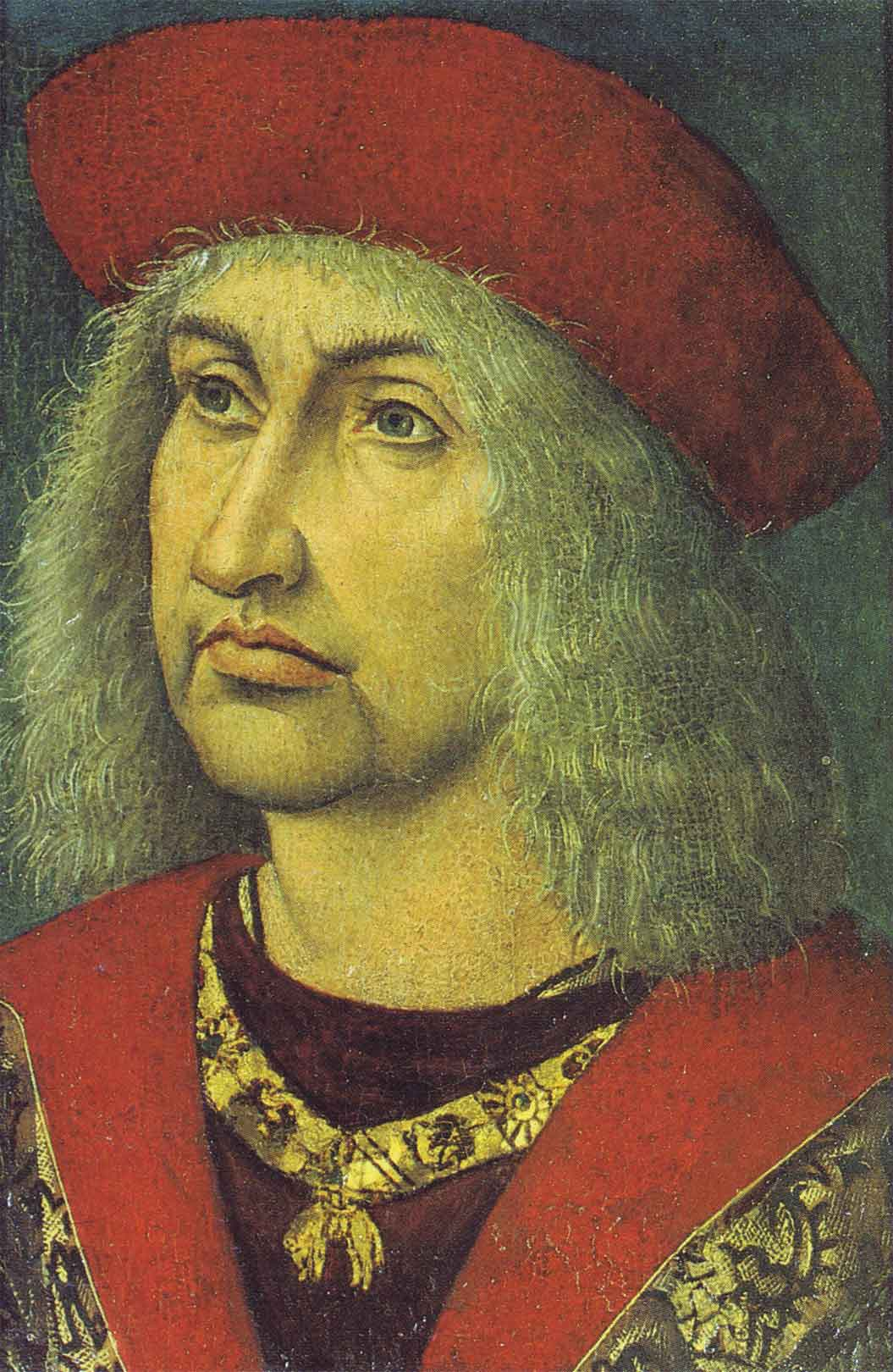
Albrecht der Beherzte, um 1491

Nach Scheitern der Belagerung von Gent, übertrug der Fürstenrat Albrecht von Sachsen die Weiterführung des Krieges. Über Philipp von Kleve verhängte Kaiser Friedrich III. in Antwerpen die Reichsacht und kehrte danach ins Reich zurück. Maximilian selbst griff die Franzosen an der Südgrenze an. Dabei wurde er von den verbündeten Bretonen unterstützt, die diese im Rücken angriffen. Mit der Niederlage in der Schlacht bei Saint-Aubin-du-Cormier (27. Juli 1488) endete jedoch der bretonische Angriff. Als wenige Wochen später der regierende Herzog der Bretagne Franz II. starb, hatte Karl VIII. den Rücken wieder frei und eroberte zusammen mit Philipp von Kleve in kurzer Zeit fast ganz Flandern. Philipp von Kleve ging danach gegen Brabant vor und besetzte Brüssel, Nijvel und Löwen. Als Maximilian auch in Holland und Seeland die Lage nicht zu seinen Gunsten verändern konnte, sah er seine letzte Hoffnung in einem Bündnis mit England und Spanien. Nachdem Albrecht von Sachsen als Reichsfeldherr die Kriegsführung übernommen hatte, reiste Maximilian nach Frankfurt um auf dem Reichstag, um Hilfe zu bitten.
Angesichts der Landung von Engländern und Spaniern in der Bretagne und konfrontiert mit den schlagkräftigen Truppen Albrechts von Sachsen, begann der französische Oberbefehlshaber Philippe de Crèvecœur den Rückzug. Ein weiterer Aspekt, der Philippe de Crèvecœur dazu veranlasste, war die unter Einfluss des Papstes auf einen gesamtchristlichen Frieden gerichtete Politik des französischen Königs, der damit das Ziel verfolgte, die Führung eines großen Kreuzzugs zu übernehmen. Die Niederlage der flandrischen Union war absehbar. Am 23. Juli 1489 schlossen Karl VIII. von Frankreich und Maximilian nach einem von Albrecht von Sachsen „erbarmungslos und ohne jede Schonung“ geführten Krieg den Frankfurter Frieden. Unter französischer Vermittlung folgte Ende September 1489 bei einem Treffen von Abgesandten Maximilians und denen der flandrischen Städte in Montils-les-Tours der Friedensschluss mit der flandrischen Union. Maximilian wurde die vormundschaftliche Regierung für seinen Sohn Philipp bis zu dessen Volljährigkeit zugestanden und die flandrischen Städte zu Reparationen in Höhe von 300.000 Gulden verpflichtet. Alle Städte und Festungen sollten übergeben und Geiseln und Gefangene ohne Zahlung von Lösegeld freigelassen werden.

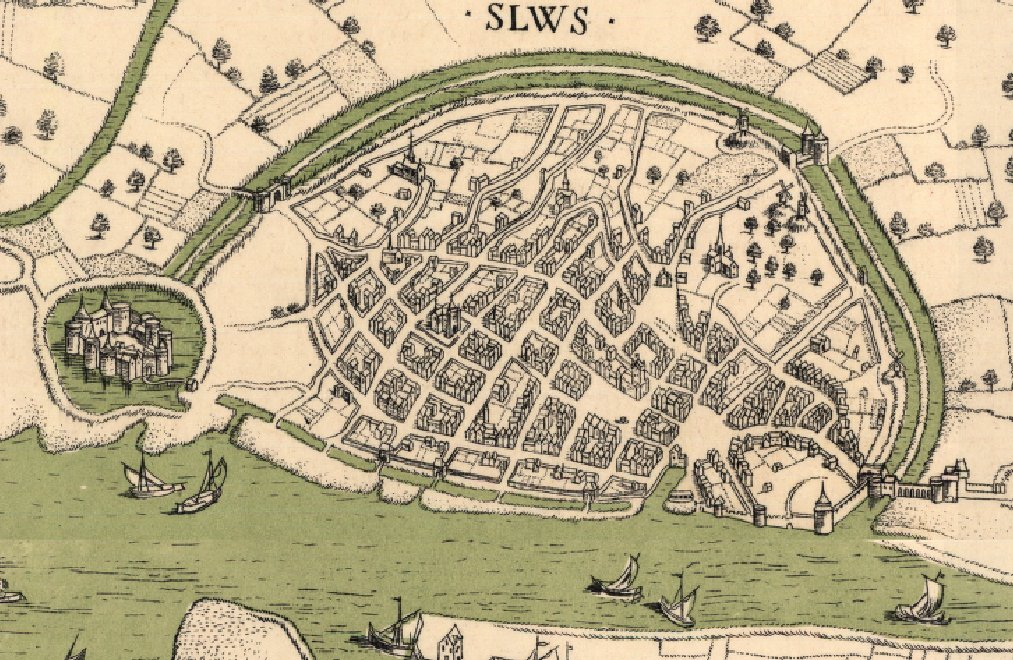
Sluis – Vorhafenstadt Brügges am Nordseearm Zwin

Der militärische Anführer der Aufständischen Philipp von Cleve war anfangs erfolgreich. Er eroberte im Bündnis mit Frankreich fast ganz Flandern, drang im September 1488 tief in Brabant ein und besetzte Brüssel und andere Städte. Nachdem Maximilian 1489 Verträge mit Frankreich und England geschlossen hatte, musste er sich nach Sluis zurückziehen und führte von dort aus den Krieg weiter. Indessen eroberte Reichsfeldherr Albrecht von Sachsen Brügge und zwang Gent zur Annahme des Friedens von Montils-les-Tours. Die flandrischen Städte wollten jedoch nicht bedingungslos kapitulieren. Um weiter Kämpfe zu vermeiden, ging Albrecht von Sachsen darauf ein. Dennoch kam es Mitte 1490, initiiert von Philipp von Kleve, erneut zum Aufstand in Brügge. Dieser neuerliche Aufstand wurde aber schon bald von Engelbert von Nassau niedergeschlagen und endete im Dezember 1490 mit einem furchtbaren Strafgericht. Erst nachdem die Stadt Reparationen in Höhe von 150.000 Gulden gezahlt hatte, setzte eine von den Habsburgern gewährte allgemeine Amnestie den Gewalttaten ein Ende. Abtrünnige Mitglieder des Ordens vom goldenen Vlies dagegen wurden gnadenlos aus dem Orden ausgestoßen bzw. deren Totenandenken gelöscht und ihre Wappen zerbrochen. Trotz der Unterwerfung von Gent und Brügge setzte Philipp von Kleve den Kampf gegen die Herrschaft der Habsburger fort. Dabei wurde er von Karl VIII. von Frankreich unterstützt. Ebenso wie Maximilian wollte dieser das Herzogtum Bretagne unter seine Herrschaft stellen und war deshalb bestrebt, den Habsburger in dessen Hinterland in Schach zu halten. Während die Truppen Albrechts von Sachsen in den Provinzen Holland und Seeland einen Bauernaufstand niederkämpften, kam es in Gent unter der Führung von Jan van Coppenolle, zu einem letzten Aufstand der unteren Schichten, die Philipp von Kleve in die Stadt einließen. Der französische König unterstützte aber nicht nur Philipp von Kleve, sondern schickte auch Karl von Egmond – vormals im Dienste Maximilians stehend und von den Franzosen gefangen genommen – nach Geldern, damit dieser als rechtmäßiger Herzog das Land unter seine Herrschaft brächte und so der Herrschaft Maximilians entziehen würde. Der dem erneuten Genter Aufstand folgende Wüstungskrieg endete erst im Herbst 1492, nachdem die Genter den Aufstand der niederen Schichten der Stadt niedergeschlagen und deren Anführer Jan van Coppenolle hingerichtet hatten. Vom Bündnis mit Philipp von Kleve und den Franzosen sagten sich die Genter los und unterwarfen sich den Bedingungen des Friedens von Montils-les-Tours.
Albrecht von Sachsen zog nach Niederschlagung des Bauernaufstandes in den östlichen Provinzen mit seinem Heer gegen Sluis und eroberte die Seehafenstadt im Oktober 1492. Mit dem Sieg Albrechts und der Kapitulation Philipps von Kleve, dem der Reichsfeldherr günstige Bedingungen für dessen Unterwerfung angeboten hatte, endete der 15-jährige Erbfolgekrieg in den nördlichen Provinzen der Niederlande. Im Süden dagegen wurde weiter um das burgundische Erbe und die Lösung der Bretonischen Frage gerungen.

### Kampf Maximilians um die Bretagne (1488–1492)

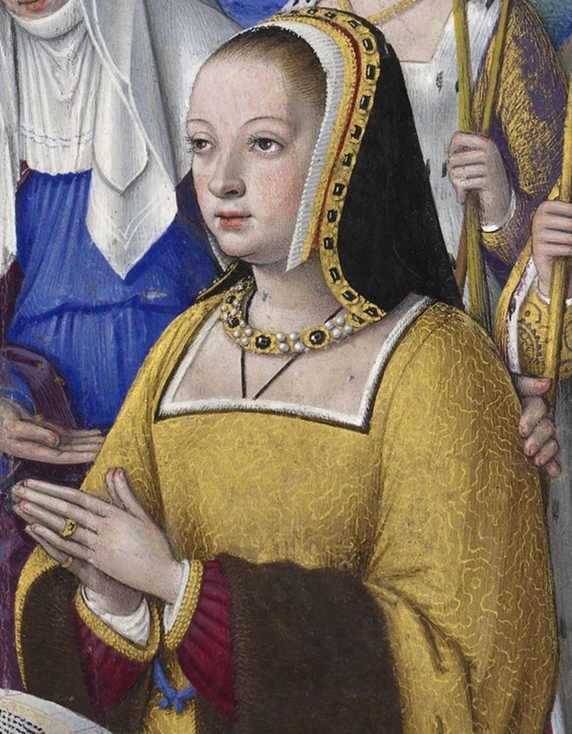
Anne de Bretagne, Erbtochter von Franz II.

Nach der Niederlage in der Schlacht bei St.-Aubin (27. Juli 1488) musste sich der Herzog der Bretagne Franz II.  im Vertrag von Sablé (20. August 1488) von allen Verbindungen mit den Feinden des französischen Königs und damit vom Bündnis mit Maximilian lossagen und versprechen, seine erbberechtigten Töchter nicht ohne Einwilligung der französischen Krone zu vermählen. Als der bretonische Herzog wenige Wochen später am 9. September 1488 starb, stellte sich für Maximilian und für Karl VIII., der nach dem Tod Ludwig XI. seit 1483 Frankreich regierte, die Bretonische Frage – die Frage danach, wie die Herrschaft über das strategisch wichtige Herzogtum umgehend übernommen werden kann.
Schon 1490 stellte sich für Maximilian neben der bretonischen auch die Ungarische Frage. Der ungarische König Matthias Corvinus war am 6. April 1490 in Wien verstorben und die Habsburger hatten entsprechend dem Vertrag von Ödenburg bzw. dem Wiener Neustädter Vertrag sofort ihr Erbrecht geltend gemacht. Obwohl die Habsburger keinen Zweifel daran ließen, dass eine andere Wahl als die Maximilians zum ungarischen König einen Krieg zur Folge haben würde, erhoben die ungarischen Magnaten im Juli 1490 den Jagellonen Wladislaw von Böhmen zum König. Der Mailänder Gesandten Erasmus Brascha schrieb dazu, „der König sei über den Tod des Matthias Corvinus zwar sicher nicht unzufrieden, aber wenn dieser noch bis zur Beilegung des Konflikts mit Frankreich gelebt hätte, wäre es Maximilian wohl auch recht gewesen“.
Um die östlichen Erbländer zurückzuerobern und sein Erbrecht auf die Stefanskrone zu wahren, nahm Maximilian nach dem Tod des ungarischen Königs zunächst den Ungarnfeldzug in Angriff, sagte diesen aber ab, nachdem ein Vorstoß gegen die ungarische Hauptstadt Ofen gescheitert war. Gegen den Willen seines Vaters wandte er sich der Bretonischen Frage zu und forderte auf dem Nürnberger Reichstag im März 1491 Kriegshilfe gegen Frankreich. Nachdem er sich mit den Ständen auf einen Reichsreformentwurf geeinigt hatte, gewährten diese ihm eine Kriegshilfe von 8600 Mann. Friedrich III. warnte Maximilian entschieden vor dem finanziellen Risiko, das die gleichzeitige Kriegsführung gegen Frankreich und Ungarn mit sich bringen würde. Im Gegensatz zum von den Ständen unabhängigen Zwangsanleihesystem auf Steuern in Frankreich wurde die Reichshilfe im Heiligen Römischen Reich immer nur für wenige Monate gewährt. Ohne die Wiederbewilligung einer Kriegshilfe aber würde Maximilian beide Kriege verlieren und die Absetzung als König durch die Reichsfürsten riskieren. „Für Friedrich III. war Maximilians bretonische Politik ein ‚liederlicher Handel‘ der keinen Bestand haben könne und nur Ärger bringen werde.“ Doch Maximilian schlug alle Warnungen seines Vaters in den Wind.
Schon nach dem Tod Franz II. (1488) wurde der Konflikt zwischen Maximilian und dem französischen König durch die Aufnahme von Heiratsverhandlungen mit der Erbtochter des bretonischen Herzogs Anne de Bretagne und durch ein Bündnis Maximilians mit Spanien und England zur Durchsetzung des mit der Heirat verbundenen Besitzanspruches auf die Bretagne verschärft. Im März 1490 beauftragte er Wolfgang von Polheim Anne de Bretagne als sein Stellvertreter per procuram zu heiraten. Die Heiratsverträge wurden am 16. Dezember 1490 abgeschlossen und die Ehe am 19. Dezember durch Wolfgang von Polheim gegen den Willen des französischen Königs symbolisch geschlossen. Die Franzosen besetzten daraufhin die Bretagne fast vollständig und belagerten die Hauptstadt Rennes. Mit dem Ziel, seine Streitmacht durch die Champagne und Hochburgund in die Bretagne zu führen, um diese in Besitz zu nehmen und die Hochzeit mit Anne auch zu vollziehen, erließ Maximilian ein Reichsaufgebot nach Metz. Friedrich III. beließ es jedoch nicht bei Warnungen vor dem geplanten Feldzug. Er untersagte Maximilian alle weiteren Verhandlungen mit den Reichsfürsten und verbot diesen, mit einem Truppenaufgebot in Metz zu erscheinen. Da das Reichsaufgebot nicht zu Stande kam, zog Maximilian sich nach Tirol zurück, während seine Gesandten im Osten mit Wladislaw von Böhmen den Preßburger Frieden (7. November 1491) aushandelten.
Währenddessen konnte die von den Franzosen belagerte Hauptstadt der Bretagne Rennes nicht länger gehalten werden und musste am 27. Oktober 1491 kapitulieren. Das Angebot Karls VIII. ihr freies Geleit zu gewähren, um zu Maximilian zu reisen und die Zahlung einer hohen Abfindung für den Verzicht auf die Herrschaft über die Bretagne, lehnte Anne ab. Französische Heiratsvorschläge konterte Anne mit der Forderung, dass sie, die selbst mit einem König verheiratet ist – sollte sie sich zu einer anderen Heirat entschließen – nur einen König heiraten würde.

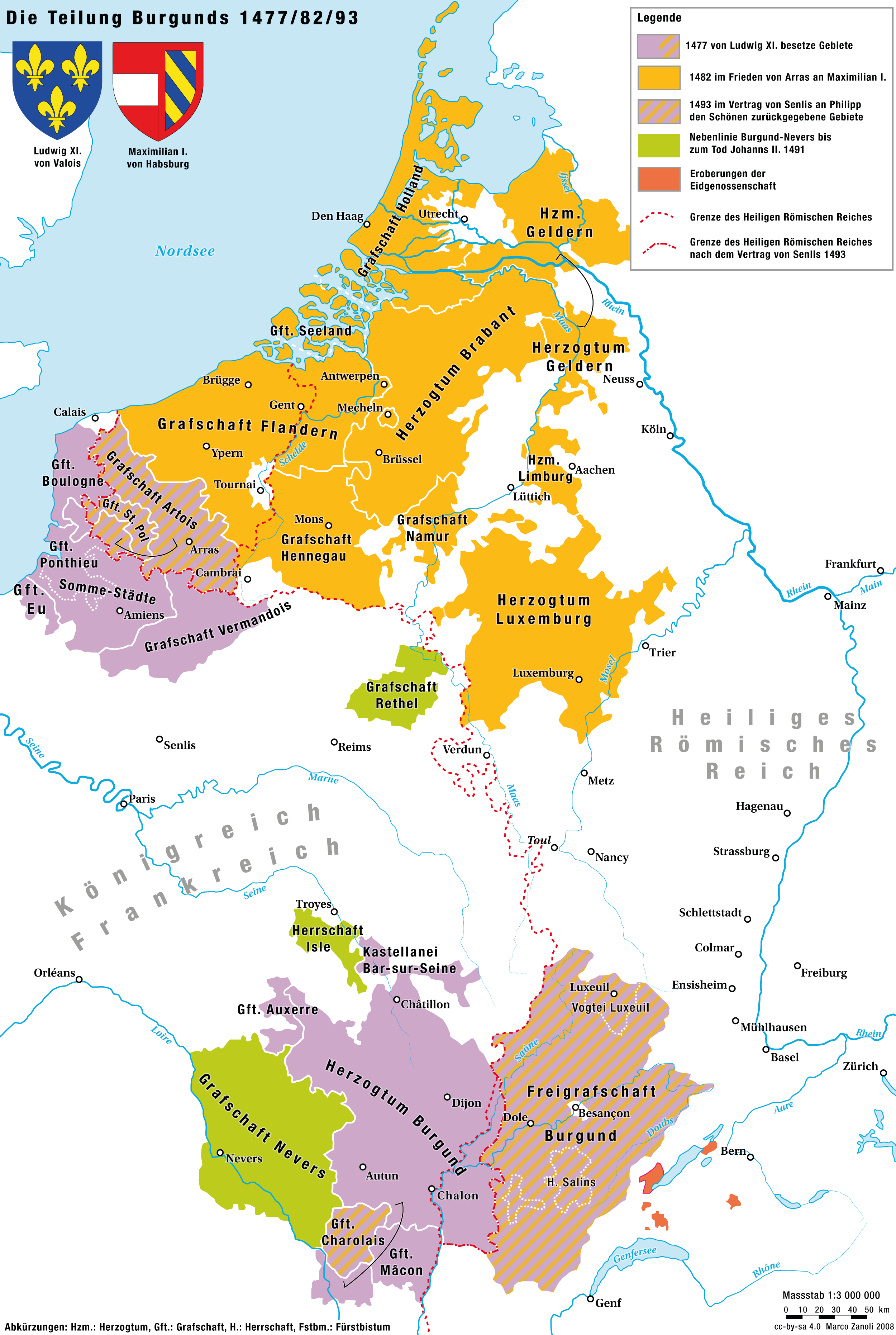
Aufteilung des burgundischen Erbes Karls des Kühnen bis 1493

Am 6. Dezember 1491 wurde im Schloss Langeais an der Loire die Ehe zwischen Karl VIII. von Frankreich und Anne de Bretagne „nicht nur geschlossen, sondern auch vollzogen“. Der Vollzug der zuvor mit Maximilian per procuram geschlossenen Ehe war durch die französische Belagerung von Rennes verhindert worden und wurde noch vor der Hochzeit Karls mit Anne durch einen Dispens des französischen Hofklerus annulliert. Ein mit fast einjähriger Verspätung erteilter Dispens des Papstes rechtfertigte vorerst nur die Auflösung des noch bestehenden Verlöbnisses von Karl mit Maximilians Tochter Margarete von Österreich.
Anne de Bretagne wurde am 27. Februar 1492 in Saint-Denis zur Königin von Frankreich gekrönt. Da die Vereinbarungen von Arras mit der Auflösung der Verlobung von Karl VIII. mit Magarete von Österreich hinfällig geworden waren, erhielt Maximilian die Freigrafschaft Burgund und das Artois zurück, ohne dass diese Gebiete jedoch von den Franzosen geräumt wurden. Die „französisch-bretonische Heirat“ aber sicherte Frankreich die Herrschaft über die Bretagne für ewige Zeiten.
Obwohl sich Maximilian bei den Reichsständen darüber beklagte, „dass außer Jesus Christus niemand soviel Schmach erlitten hätte wie er von den Franzosen“, sahen die Reichsstände in der Bretonischen Frage in erster Linie eine Angelegenheit des Hauses Habsburg und keine Reichsangelegenheit. Nachdem sie dem Befehl von Kaiser Friedrich III. folgend, bereits am 2. August 1492 keine Truppen zum Reichsaufgebot nach Metz geschickt hatten, überwiesen sie nun von den 94.000 Gulden Reichshilfe, die der Koblenzer Reichstag (1492) Maximilian gewährt hatte, nur 16.000 Gulden. Da Maximilian offensichtlich der Rückhalt im Reich fehlte, waren auch England und Spanien nicht länger zu einem Bündnis bereit und nahmen Friedensverhandlungen mit Frankreich auf.

### Befreiung der Freigrafschaft Burgund und Kriegsende (1493)

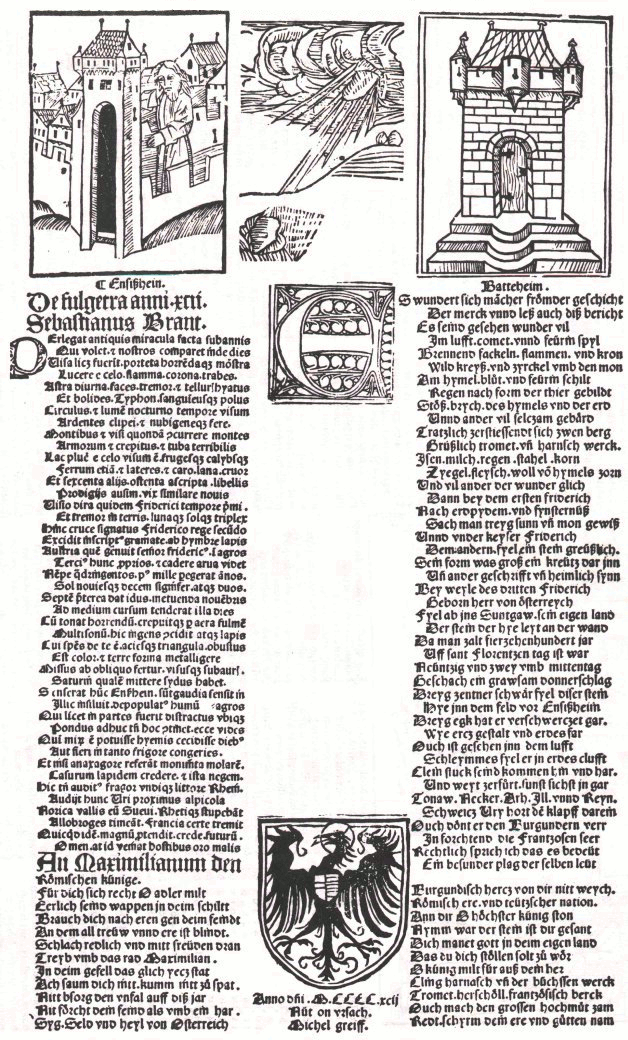
Donnerstein-Flugblatt

Auf sich allein gestellt konzentrierte Maximilian sich zunächst auf die Rückgewinnung der Freigrafschaft Burgund. Die finanziellen Mittel dazu kamen vor allem aus Tirol und den österreichischen Vorlanden, die Sigmund von Tirol im Übergabevertrag vom 16. März 1490 an Maximilian abgetreten hatte sowie aus Verpfändungen. Mit Jahreserträgen von 120.000–150.000 Gulden bildeten die Einnahmen aus den kleinen Südtiroler Bergwerken Gossensaß, Sterzing und Taufers, aus der Saline zu Hall sowie die Zölle entlang der Brennerstraße ab 1490 das Rückgrat der Finanzpolitik Maximilians.
Mit einem kleinen Heer von 6000 Mann gelang es Maximilian die Stadt Besançon zu sichern und nach dem Sieg des Feldhauptmanns Friedrich Kappler über die Franzosen in der Schlacht bei Salins (17. Januar 1493) den größten Teil der Freigrafschaft zurückzugewinnen. Der Vormarsch der Truppen Maximilians wurde von Sebastian Brant mit seinem Donnerstein-Flugblatt propagandistisch begleitet. Den Niedergang des Ensisheimer Meteoriten im November 1492 interpretierte Brant in dieser Flugschrift als göttliches Vorzeichen für den bevorstehenden Sieg Maximilians im Krieg gegen Frankreich.
Die Friedensverhandlungen zwischen Frankreich und England führten am 3. November 1492 zum Frieden von Étaples, in dem Heinrich VII. gegenüber Frankreich auf alte Gebietsansprüche und den französischen Königstitel verzichtete. Um die Grenzländer Roussillon und Cerdanya aus dem Bündnis mit Maximilian zu lösen und künftige Familienverbindungen mit den Habsburgern zu unterbinden, überließ Karl VIII. diese im Sonderfrieden von Barcelona (19. Januar 1493) den katholischen Königen von Spanien.
Nach einem viermonatigen Waffenstillstand im März 1493 handelte auch Maximilian mit Karl VIII. einen Frieden aus, der sich als dauerhaft erweisen sollte und dem Burgundischen Erbfolgekrieg ein Ende setzte. Am 23. Mai 1493 wurden die Bedingungen dafür im Vertrag von Senlis niedergeschrieben. Maximilian erhielt Flandern und die übrigen niederländischen Provinzen, das Artois, die Grafschaft Charolais, die Grafschaft Noyers und die ehemals im Vertrag von Arras der französischen Krone als Mitgift für Margarete zugesicherte Freigrafschaft Burgund, aber nicht das eigentliche Herzogtum Burgund und andere Gebiete, die unter französischer Lehenshoheit verbleiben sollten. Über die übrigen ehemals burgundischen Gebiete sollte später rechtlich entschieden werden. Außerdem wurde die Rückkehr Margaretes nach Flandern vereinbart. Als Gegenleistung sicherte Maximilian Karl, der französische Erbrechte auf das Königreich Neapel geltend machen wollte, freie Hand zu. Außerdem verzichtete er bei der Ratifizierung des Friedens von Senlis im Dezember 1493 in einem geheimen Zusatzvertrag auf alle Titel und Rechte eines bretonischen Herzogs, womit auch die Bretonische Frage endgültig geklärt war.